# Gastrotheca phalarosa
Gastrotheca phalarosa é uma espécie de anfíbio da família Hemiphractidae.
É endémica do Peru.
Os seus habitats naturais são: regiões subtropicais ou tropicais húmidas de alta altitude e marismas de água doce.